# Universidad Católica de Valencia San Vicente Mártir
La Universidad Católica de Valencia "San Vicente Mártir" es una universidad privada y católica, con sede en Valencia, Comunidad Valenciana (España) y con campus en Valencia, Godella, Burjasot, Torrente, Alcira y Játiva.
En ella se imparten 27 títulos de Grado, 18 Dobles Titulaciones y más de 100 Másteres y Posgrados. Cuenta con 11 Cátedras y 20 Institutos de Investigación, 543 investigadores, 76 Grupos de Investigación y se desarrollan 28 programas de voluntariado a nivel local y 2 a nivel internacional. 
Además el 86% de sus graduados trabajan en un puesto relacionado con sus estudios.

## Becas
Destina 4,7 millones de euros a becas, distribuidos en diversos tipos de ayuda, que abarcan desde la asunción de la totalidad del coste de la enseñanza o la reducción de un porcentaje del mismo, hasta la concesión de Becas de Colaboración en diversos departamentos o servicios, así como descuentos a miembros de familias numerosas. Más del 33% de los alumnos recibe algún tipo de beca.

## Historia
Nombrada en homenaje a San Vicente Mártir, fue creada el 8 de diciembre de 2003, solemnidad de la Inmaculada Concepción, por el entonces arzobispo de Valencia, Mons. Agustín García-Gasco.
Es continuación de la labor universitaria desempeñada durante más de treinta años por la Fundación Agrupación Edetania. Monseñor José María García Lahiguera, arzobispo de Valencia, con la cooperación de algunas instituciones religiosas, creó la Escuela Universitaria de Formación del Profesorado Edetania el 3 de noviembre de 1969 y constituyó la Fundación Agrupación Edetania en enero de 1974. Pocos años después, en 1979, el entonces Arzobispo de Valencia Monseñor Miguel Roca Cabanellas y el rector de la Universidad de Valencia firmaron el convenio de adscripción de Edetania a la Universidad de Valencia. 
Con la creación de la Universidad Católica de Valencia en 2003 las titulaciones universitarias se reordenaron inicialmente en cuatro facultades:
- Facultad de Ciencias de la Educación y del Deporte.
- Facultad de Psicología y de las Ciencias de la Salud.
- Facultad de Sociología y Ciencias Humanas.
- Facultad de Ciencias Experimentales.

El 4 de febrero de 2005 se aprobó la integración de la Escuela Universitaria de Enfermería Nuestra Señora de los Desamparados, actual Facultad de Enfermería y de la Facultad de Estudios de la Empresa. 
El 13 de marzo de 2007, se aprobó la creación de la Facultad de Medicina.
El 18 de septiembre de 2009, se aprobó la creación de la Facultad de Ciencias Sociales y Jurídicas.

## Facultades
La universidad cuenta con 9 facultades:
- Facultad de Derecho Canónico.
- Facultad de Psicología.
- Facultad de Ciencias de la Actividad Física y del Deporte.
- Facultad de Filosofía, Letras y Humanidades.
- Facultad de Ciencias Jurídicas, Económicas y Sociales.
- Facultad de Veterinaria y Ciencias Experimentales.
- Facultad de Medicina y Ciencias de la Salud
- Facultad de Magisterio y Ciencias de la Educación.
- Facultad de Teología San Vicente Ferrer.

## Campus de Valencia

### San Carlos Borromeo
En el centro histórico de Valencia, el complejo de San Carlos Borromeo, construido en 1760. Este edificio, que fue sede de la Academia Valenciana de Cirugía, está situado junto al Museo Valenciano de la Ilustración y la Modernidad (MUVIM). En él se ubican el rectorado y los servicios centrales de la Universidad.

#### Grados
- Grado en Medicina
- Grado en Nutrición Humana y Dietética
- Grado en Odontología

#### Másteres
- Máster Universitario en Ciencias del Matrimonio y la Familia
- Máster Universitario en Cirugía e Implantología Oral
- Máster Universitario en Cirugía Podológica de Mínima Incisión para Podólogos
- Máster Universitario en Gestión Sanitaria
- Máster Universitario en Odontopediatría

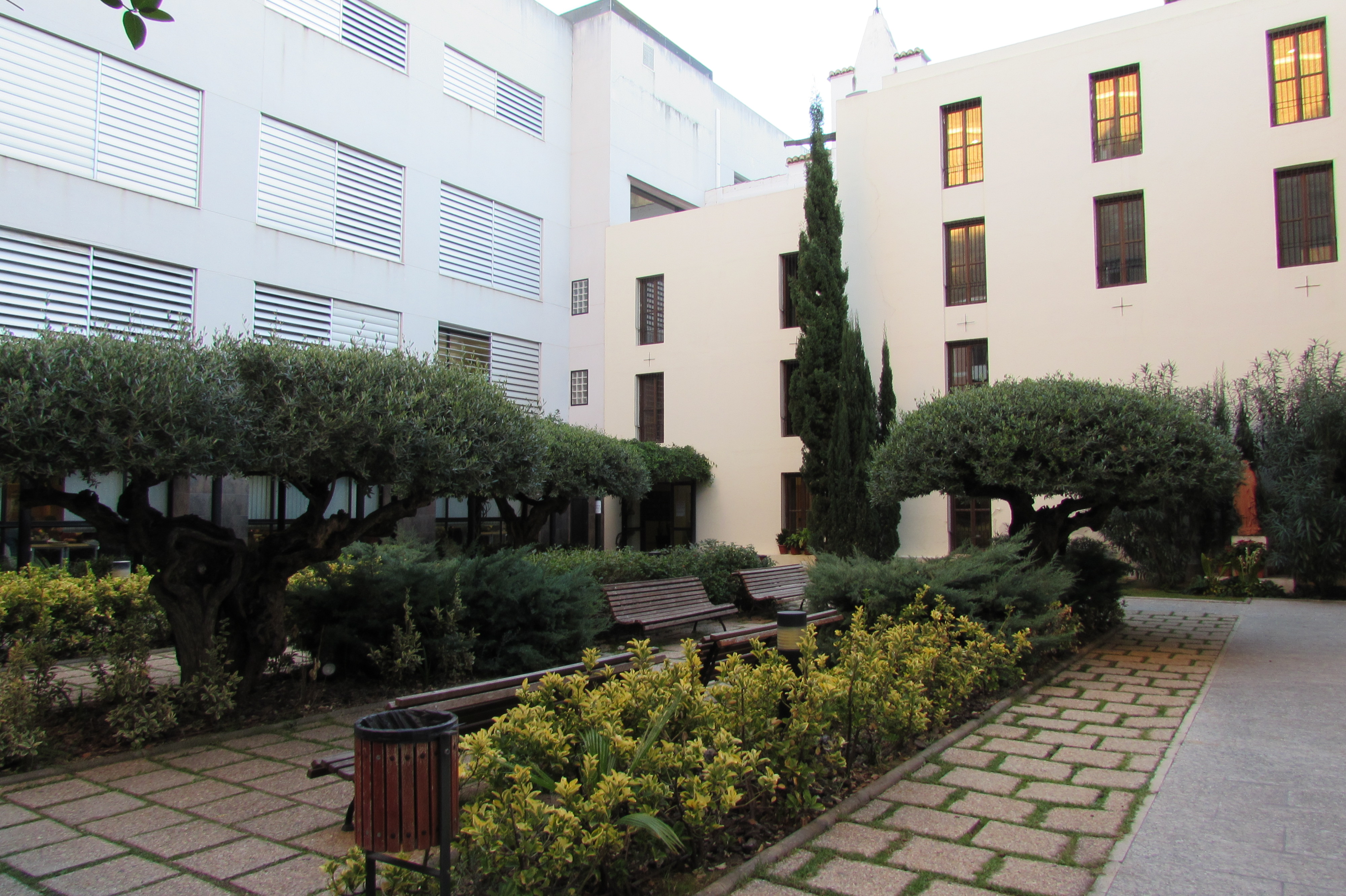
Patio de Santa Úrsula

- Máster Universitario en Ortodoncia Integral

### Santa Úrsula
Se ubica en el que fue monasterio de Santa Úrsula, fundado por el arzobispo valenciano San Juan de Ribera en 1605, en el entorno declarado bien de interés cultural de las Torres de Quart. 
El monasterio, ha sido rehabilitado y ampliado, posee una superficie construida de 5000 m² y está dotado con una moderna tecnología para facilitar el uso propio de las actividades académicas y universitarias.
En este lugar se encuentra una biblioteca, laboratorios, aula de fotografía, aula MAC, salón de actos, despachos de profesores y sala de alumnos, además de un patio-jardín en el claustro.

#### Grados
- Grado de Antropología Social y Cultural
- Grado en Biotecnología
- Grado en Ciencias del Mar
- Grado en Filosofía
- Grado en Veterinaria
- Grado en Multimedia y Artes Digitales

#### Másteres
- Máster Universitario en Bioética
- Máster Universitario en Biotecnología Azul Aplicada
- Máster Universitario en Creación Digital
- Máster Universitario en Gestión Integrada de Sistemas de Calidad, Medio Ambiente y Seguridad y Salud en el Trabajo
- Máster Universitario en Marketing Político y Comunicación Institucional
- Máster Universitario en Prevención de Riesgos Laborales

### San Juan y San Vicente
Ubicada en un edificio anexo de la parroquia de San Juan y San Vicente, de seis alturas, con planta baja y un sótano, con un total de 2.560 m², y capacidad para albergar a cerca de 1.200 estudiantes. Aquí se imparte:

#### Grados
- Grado en Criminología
- Grado en Derecho

#### Másteres
- Máster Universitario en Abogacía
- Máster Universitario en Dirección de Personas

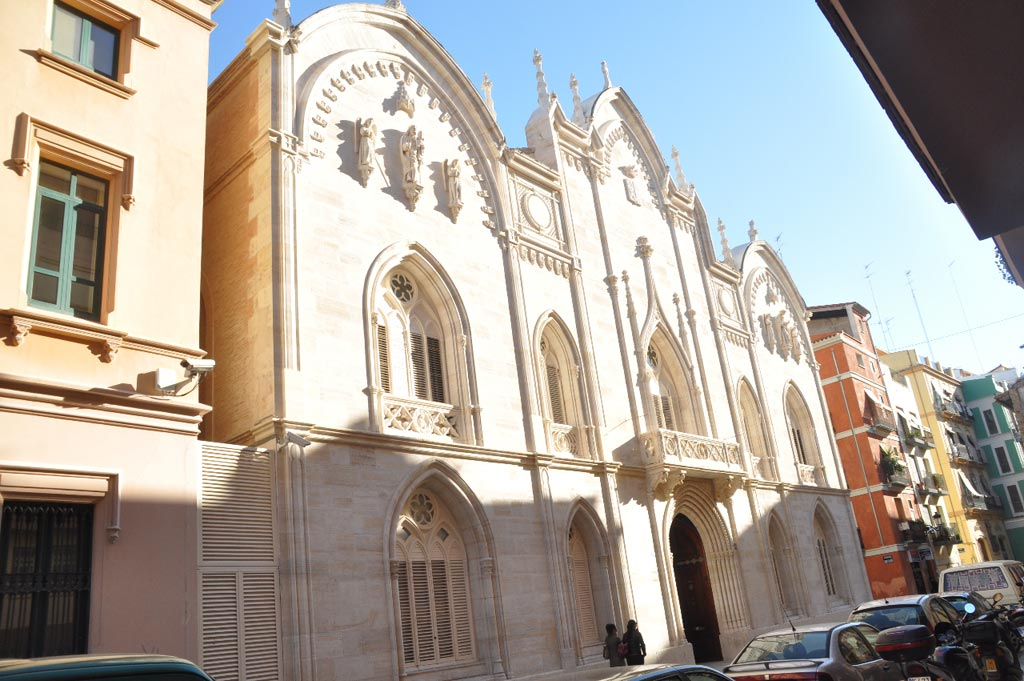
Fachada Marqués de Campo

- Máster Universitario en Gestión Administrativa
- Máster Universitario en Victimología y Justicia Penal

### Nuestra Señora del Pilar
Esta es una subsede de la Policlínica de la universidad.

### Virgen de los Desamparados
Enclavada en un edificio con más de 50 años de historia y a escasos metros de la biblioteca del Hospital y del MUVIM. En este centro, se llevan a cabo:

#### Grados
- Grado en Enfermería

#### Másteres
- Máster Universitario en Cuidados de Enfermería Intensiva
- Máster Universitario en Deterioro de la Integridad Cutánea, Úlceras y Heridas

### Marqués de Campo
A pocos metros de Santa Úrsula (Torres de Quart), junto al Centro Cultural La Beneficencia de Valencia y al Instituto Valenciano de Arte Moderno (IVAM), cuenta con un patio-jardín interior, aulas de ordenadores y aula MAC, donde se cursan: 

#### Grados
- Grado en Administración y Dirección de Empresas
- Grado en Economía (A Distancia)
- Grado en Gestión Económico-Financiera
- Licenciatura en Derecho Canónico

## Campus de Edetania

### Godella - Sagrado Corazón
A solo 3 km de Valencia y bien comunicada a través del metro, aquí se imparte:

#### Grados
- Grado de Antropología Social y Cultural
- Grado en Educación Social
- Grado en Maestro de Educación Infantil
- Grado en Maestro en Educación Primaria
- Grado en Pedagogía
- Grado en Trabajo Social

#### Másteres
- Máster Universitario en Educación Inclusiva
- Máster Universitario en Resolución de Conflictos en el Aula

### Burjasot - Santísima Trinidad
A escasos metros de la sede de Godella - Sagrado Corazón, alberga -entre otros departamentos y servicios- el Centro de Postgrado de Formación del Profesorado de la Facultad de Ciencias de la Educación y el Deporte.
Es una planta baja de más de 1100 m², que suma unos 150 estudiantes en sus diferentes especialidades. De igual forma, la instalación comprende 7 aulas completamente equipadas para la impartición de clases adaptadas al nuevo Espacio Europeo de Educación Superior.
El nuevo campus acoge también los despachos de profesores del Departamento de Ciencias de la Educación y el Deporte, el Servicio de Documentación, el servicio de Bolsa de Trabajo, la Oficina de Relaciones Internacionales que gestiona todo lo relativo a la movilidad de estudiantes y profesores, así como las extensiones de CREA –el servicio de creación de empresas y formación de emprendedores- y el Servicio de Actividad Física y el Deporte.
Estas instalaciones también albergan dos laboratorios de idiomas en los que se ofrece la posibilidad de aprender idiomas a través de nuevas tecnologías y programas de reconocimiento de voz. Además, se imparte en estas aulas el título propio de Formación en Inglés (nivel intermedio), que equivale a la competencia B1 –obligatoria para el MOPS.

#### Grados
- Grado en Maestro de Educación Infantil
- Grado en Maestro en Educación Primaria

#### Másteres
- Máster Universitario en Dirección y Gestión de Centros Educativos

### Burjasot - San Juan Ribera
Se ubica en un nuevo edificio que ocupa un total de 3182 m² y alberga la biblioteca central y 10 aulas destinadas a la docencia de los Grados en Magisterio de Educación Primaria y Educación Infantil, además de despachos, almacenes y otros espacios de uso docente.
La sede está distribuida en dos sótanos, planta baja y cuatro alturas y tiene una capacidad para acoger a 1.200 estudiantes de la Facultad de Psicología, Magisterio y Ciencias de la Educación.
La biblioteca ocupa el primer sótano y la planta baja, con entrada de luz natural en ambas salas, y alberga un fondo que supera los 40.000 volúmenes, así como la hemeroteca. Además, existen 140 puestos de lectura y una sala de estudios para investigadores. La biblioteca tiene acceso directo a los materiales de consulta, préstamo de ordenadores, conexión wifi, y una amplia sala de lectura.

#### Grados
- Grado en Maestro de Educación Infantil
- Grado en Maestro en Educación Primaria

#### Másteres
- Máster Universitario en Formación del Profesorado de Secundaria, Bachillerato, Formación Profesional y Enseñanzas de Idiomas
- Máster Universitario en Innovación Tecnológica en Educación

### Burjassot - Padre Jofré
Se ubica junto a la estación de metro de Canterería y al Centro Comercial Ademuz.
- Grado en Psicología
- Grado en Logopedia
- Grado en Terapia Ocupacional
- Máster Universitario en Psicología Jurídica
- Máster Universitario en Educación y Rehabilitación de Conductas Adictivas
- Máster Universitario en Atención Integral a Personas con Discapacidad Intelectual
- Máster Universitario en Intervención Logopédica Especializada
- Máster Universitario en Psicología Jurídica
- Máster Universitario en Relación de Ayuda y Counselling (online)
- Máster Universitario en Psicología General Sanitaria

## Campus de La Ribera

### Alcira - Mare de Déu del Lluch
Ubicada en Tulell, cuenta con más de 2400 m² de superficie construida.

#### Grados
- Grado en Enfermería
- Grado en Maestro de Educación Infantil
- Grado en Maestro en Educación Primaria

#### Másteres
- Máster Universitario en Enfermería de Urgencias y Emergencias

## Campus de La Costera

### Játiva - S. Antonio María Claret

#### Grados
- Grado en Ciencias de la Actividad Física y del Deporte

## Campus de Torrente

### La Inmaculada
Fue inaugurada en el 2012 y en este campus de imparten los Grados y Posgrados de:

#### Grados
- Grado en Ciencias de la Actividad Física y del Deporte
- Grado en Fisioterapia
- Grado en Maestro en Educación Primaria
- Grado en Podología

#### Másteres
- Máster Universitario en Ciencias Aplicadas a la Prevención y Readaptación Funcional de Lesiones Deportivas
- Máster Universitario en Podología Deportiva
- Máster Universitario en Rehabilitación del Enfermo Neurológico

## Escuela de Negocios
INEDE Business School (anteriormente Instituto de Estudios de la Empresa) es la escuela de negocios de la Universidad Católica de Valencia San Vicente Mártir. Fundada en el seno de la Facultad de Estudios de la Empresa en 2001. En la actualidad imparte distintos programas de máster.

## Actividades extracadémicas
- Club de debate
- Voluntariado
- Banda de música
- Actividades deportivas

## Club de Debate
El Club de debate de la UCV se formó en el curso 2021-2022 en la facultad de ciencias jurídicas, económicas y sociales y posteriormente se amplió al resto de facultades y carreras en el año 2022-2023.  Durante el año 2023 participó en diversas convocatorias y competiciones en diversas comunidades españolas junto a otros clubs universitarios de la misma índole. Actualmente consta de alrededor de 100 miembros de los cuales 60 permanecen activos en las actividades del club. Consta de presidente, vicepresidente, secretario general,  mentor y tesorera. 

## Relaciones internacionales
La UCV forma parte de la European University Association (EUA) y del International Council of Universitites of Saint Thomas Aquinas (ICUSTA), una asociación Internacional de instituciones católicas de educación superior adheridas a las ideas y enseñanzas de Santo Tomás de Aquino.